# Classe Shanghai
La classe Shanghai (I et II), appellation du Code OTAN ou Type 062 (en chinois :062型高速护卫艇) est le nom sous lequel est connu un type de patrouilleur produit par la République populaire de Chine. Le Shanghai-I a été en service jusqu'au début des années 1960.

## Historique
Dans ses premières années la marine de la République populaire de Chine utilise des navires achetés à l’URSS ou produits d’après des plans soviétiques. C’est à partir de 1959 que les Chinois commencent à développer leurs propres modèles. Le premier de ceux-ci est un patrouilleur côtier, appelé ultérieurement par l’OTAN classe Shanghai. Dans les décennies suivantes, la classe Shanghai se décline progressivement en plusieurs modèles numérotés de I à V. Avec seulement dix exemplaires, la version I est toutefois peu représentée en proportion en comparaison avec les plus de trois cent navires des classes II à V.

## Utilisateurs
Si le principal utilisateur de la classe Shanghai est la Chine, les navires de ce type ont connu un certain succès à l’exportation. Les navires de ce type se retrouvent ainsi par exemple au Bangladesh, en République démocratique du Congo, en Corée du Nord, au Pakistan ou encore en Roumanie.

## Caractéristiques

### Classe Shanghai I
Les navires de la classe Shanghai I sont de construction simple. Ils mesurent 35,10 m pour un déplacement de 100 t et un tirant d’eau de 1,70 m. Leurs quatre moteurs Diesel développent 4 220 ch (3 148 kW) sur quatre arbres, ce qui leur permet d’atteindre une vitesse maximale de 28 nœuds. L’équipage est de vingt-cinq marins.
L’armement principal est composé de deux canons antiaériens jumelés de 57 mm et d’un canon de 37 mm. L’armement secondaire comprend huit charges de profondeur pour la lutte anti-sous-marine ainsi que dix mines. L’équipement électronique se limite à un radar Skin Head et un sonar de coque.

### Classe Shanghai II-V
La classe Shanghai II diffère sensiblement de la classe Shanghai I, mais est proche des classes Shanghai III, IV et V, les différences se trouvant essentiellement dans l’armement. D’une longueur de 38,80 m, ces navires ont un déplacement de 155 t à pleine charge pour un tirant d’eau d’1,50 m. La motorisation est toujours composée de quatre moteurs Diesel avec quatre arbres, mais leur puissance combinée atteint 4 800 ch (3 580 kW). L’équipage est également plus conséquent avec trente-huit marins.
Sur les navires de la classe Shanghai II, l’armement principal est composé de deux canons antiaériens jumelés de 37 mm et deux canons antiaériens de 25 mm. Ceux des classes Shanghai III et IV ont en revanche un canon antiaérien jumelé de 57 mm et un seul canon antiaériens de 25 mm. Tous les modèles emportent huit grenades anti-sous-marins et une dizaine de mines et sont équipés d’un radar « Pot Head » ou « Skin Head ». En outre, il semble que certains exemplaires aient été transformés pour embarquer deux canons jumelées de 75 mm.

## Galerie

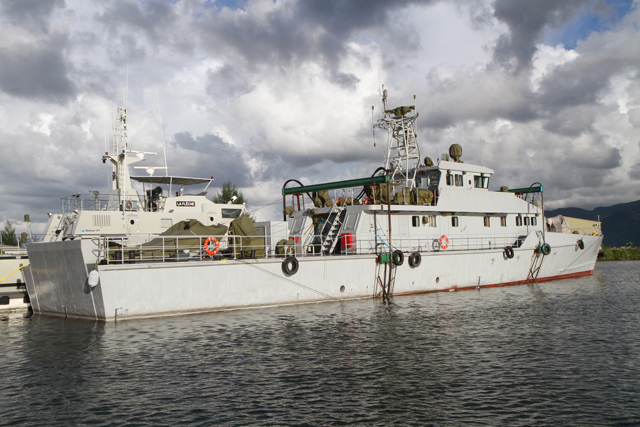
Patrouilleur Type 062
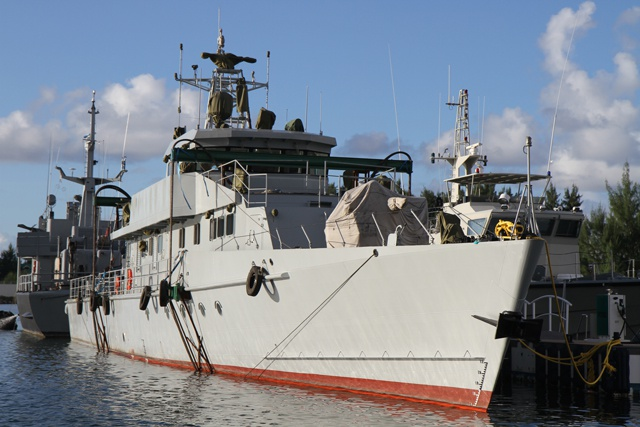
Type 062 (Seychelles Coast Guard)

### Liste des utilisateurs
| Pays          | Nombre | Type            | Remarques           |
| ------------- | ------ | --------------- | ------------------- |
| Albanie       | 6      |                 |                     |
| Bangladesh    | 8      |                 |                     |
| Cameroun      | 2      |                 |                     |
| Chine         | 200+   |                 |                     |
| Congo         | 3      |                 |                     |
| Corée du Nord | 8      |                 |                     |
| Guinée        | 6      |                 |                     |
| Pakistan      | 12     |                 |                     |
| Roumanie      | 20+    | Types multiples | Construction locale |
| Sierra Leone  | 3      |                 |                     |
| Sri Lanka     | 7      |                 |                     |
| Tanzanie      | 7      |                 |                     |
| Viêt Nam      | 8      |                 |                     |

### Données techniques
| Modèle                          | Shanghai I                                                                                | Shanghai II                                                                                  | Shanghai III                                                                                 | Shanghai IV                                                                                  |
| ------------------------------- | ----------------------------------------------------------------------------------------- | -------------------------------------------------------------------------------------------- | -------------------------------------------------------------------------------------------- | -------------------------------------------------------------------------------------------- |
| Longueur (m)                    | 35,10                                                                                     | 38,80                                                                                        | 38,80                                                                                        | 38,80                                                                                        |
| Largeur (m)                     | 5,50                                                                                      | 5,40                                                                                         | 5,40                                                                                         | 5,40                                                                                         |
| Tirant d’eau (m)                | 1,70                                                                                      | 1,50                                                                                         | 1,50                                                                                         | 1,50                                                                                         |
| Déplacement à pleine charge (t) | 100                                                                                       | 155                                                                                          | 155                                                                                          | 155                                                                                          |
| Membres d’équipage              | 25                                                                                        | 38                                                                                           | 38                                                                                           | 38                                                                                           |
| Motorisation                    | 4 moteurs Diesel                                                                          | 4 moteurs Diesel                                                                             | 4 moteurs Diesel                                                                             | 4 moteurs Diesel                                                                             |
| Puissance totale                | 4 220 ch (3 148 kW)                                                                       | 4 800 ch (3 580 kW)                                                                          | 4 800 ch (3 580 kW)                                                                          | 4 800 ch (3 580 kW)                                                                          |
| Propulsion                      | 4 arbres, 4 hélices                                                                       | 4 arbres, 4 hélices                                                                          | 4 arbres, 4 hélices                                                                          | 4 arbres, 4 hélices                                                                          |
| Vitesse maximale                | 28 nœuds (52 km/h)                                                                        | 30 nœuds (56 km/h)                                                                           | 30 nœuds (56 km/h)                                                                           | 30 nœuds (56 km/h)                                                                           |
| Armement                        | 2 canons jumelés AA de 57 mm, 1 canon de 37 mm, 8 grenades sous-marines, 10 mines marines | 2 canons jumelés AA de 37 mm, 2 canon AA de 25 mm, 8 grenades sous-marines, 10 mines marines | 1 canons jumelés AA de 57 mm, 1 canon AA de 25 mm, 8 grenades sous-marines, 10 mines marines | 1 canons jumelés AA de 57 mm, 1 canon AA de 25 mm, 8 grenades sous-marines, 10 mines marines |
| Radar                           | 1 « Pot Head » ou 1 « Skin Head »                                                         | 1 « Pot Head » ou 1 « Skin Head »                                                            | 1 « Pot Head » ou 1 « Skin Head »                                                            | 1 « Pot Head » ou 1 « Skin Head »                                                            |